# Hippopotamus antiquus
L'ippopotamo europeo (Hippopotamus antiquus) è una specie estinta di ippopotamo.
Il primo a descrivere la specie fu Desmarest nel 1822 che ne indicò i caratteri morfologici descrittivi del cranio, della mandibola e dello scheletro post-craniale, facendo riferimento esclusivamente ai fossili rinvenuti in Valdarno.
L'estinzione risale a prima dell'ultima era glaciale, nel corso del Pleistocene.

## Distribuzione
Visse principalmente nella penisola iberica, nella Gran Bretagna, lungo il corso del fiume Reno e in Grecia.
I reperti più orientali sono stati nel Caucaso, nel sito di Akhalkalaki, in Georgia. Altri resti che potrebbero appartenere alla specie sono stati trovati nel sito di Ubeidiya, in Israele, anche se alcuni autori li assegnano alla specie H. behemoth. La distribuzione geografica era fortemente controllata dalla temperatura e le specie si espansero nelle regioni settentrionali solamente durante le fasi più calde interglaciali.

### In Italia
In Italia ritrovamenti sono avvenuti in località Coste San Giacomo (Anagni), e Chiusi. Inoltre i resti di un Hippopotamus antiquus, risalente a 700.000 anni fa, sono stati recuperati in località Colle Curti, frazione di Serravalle di Chienti (provincia di Macerata)

## Cronologia
Si ritiene che H. antiquus sia strettamente correlato alla specie africana Hippopotamus gorgops, di cui potrebbe essere un discendente.
I reperti più antichi di H. antiquus datano all'inizio del Pleistocene, attorno a 2,1-2 milioni di anni fa, e sono stati ritrovati in Italia e in Grecia. Nella Penisola iberica i reperti più antichi risalgono a 1,7 milioni di anni fa.
H. antiquus si diffuse a nord delle Alpi attorno a 1,1 milioni di anni fa, come evidenziato dai ritrovamenti fatti in Francia, Germania, Paesi Bassi e nella parte meridionale della Gran Bretagna. I ritrovamenti più recenti provengono da Condeixa in Portogallo, e sembrano risalire a 400.000 anni fa. Gli ultimi ritrovamenti del genere Hippopotamus in Europa sembrano appartenere al moderno Hippopotamus amphibius.
I resti più antichi di H. amphibius in Europa sono datati a 500.000 anni fa, per cui è stata ipotizzata la coesistenza di H. antiquus e H. amphibius tra 500.000 e 400.000 anni fa, dato però ancora da confermare.

## Descrizione
Basandosi sul diametro degli arti, si stima che H. antiquus potesse pesare tra 3.500 e 4.200 kg, cioè più del doppio di H. amphibius.
In confronto al più evoluto Hippopotamus amphibius, il cranio era stretto e allungato, con un neurocranio più corto.
Si ritiene che Hippopotamus antiquus fosse più adattato a una vita acquatica rispetto a Hippopotamus amphibius, dal momento che gli occhi erano posti più in alto nel cranio e i piedi avevano ossa metapodiali più corte di H. amphibius. L'analisi degli isotopi dell'azoto sembra indicare che H. antiquus preferisse le piante acquatiche, mentre il più moderno H. amphibius preferiva le piante terrestri.